# バット (野球)

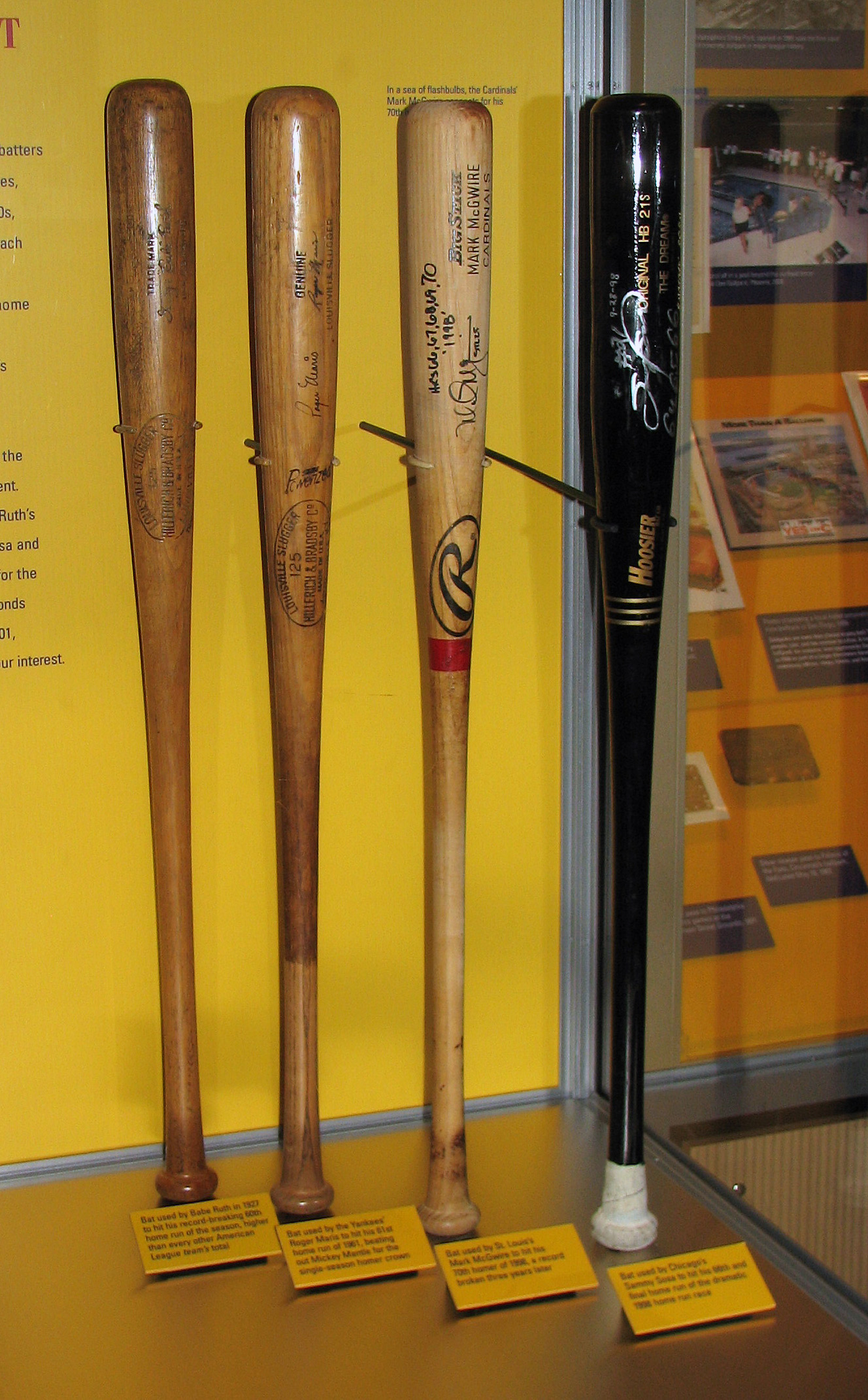
野球用木製バット

バット（bat）は、野球やソフトボールで打者が投手の投球を打つために用いられる棒状の用具。

## バットの形状
バットの形状は先端のボールが当たる部分（ヘッド）が太くなっており、手で握る部分（グリップ）は細く、さらに手元のグリップの端にグリップエンドと呼ばれる直径の太い部分が付いている。また、バットのグリップ側にはテープを巻くなどの滑り止め加工が施され、ヘッドの部分にはメーカー名などの刻印がされている。
一般成人男性向けに市販されているものは、多くは長さ83cm～85cm程度。また重さは硬式用なら900g前後である。

## バットの材質
バットの材質には木、金属（超々ジュラルミンなどのアルミ合金）、炭素繊維強化プラスチック、竹などがある。

### 木製バット
特に木製バットを使用する際には、ボールがバットに当たる際にヘッドの刻印部分が上もしくは下を向くように持たなければならない。これは木目に対して平行に力が加わるようにして、折れにくくするためである。
木製バットの材料には、アッシュ材や、ハードメイプル、ヒッコリーなどが使用されている。長らくメジャーリーグでは硬い（反発力の強い）ホワイト・アッシュが使われており、ヒッコリーは重いためあまり使われなくなっている。ハードメイプルは折れた際に破片が散らばりやすいとして2008年シーズン末から原則禁止となっている。一方、日本のプロ野球では「材質が柔らかく、振ったときにしなりが出る」としてヤチダモやアオダモといったタモ系の木材がよく使われ、特に良質なバット材として北海道産のアオダモが好まれていた。これは、寒冷地産であればあるほど反発力と弾力性、耐久性に優れるとされるためである。メジャーリーグへ日本人野手が移籍することが多くなった2000年代からは、ボールの材質や気候が違うことから日本人選手もホワイトアッシュなどを使用し始め、日本球界でもアオダモ以外の材質バットを使用する選手が増えている。また、新たな材料としてバーチ材（カバノキ）、ビーチ材（ブナ）、シデなども使われるようになっている。
松井秀喜、イチロー、ピート・ローズなどのバットを手掛けていたミズノテクニクスのバット職人・久保田五十一は、7cm角の角材を3-4ヶ月間自然乾燥した後、40時間真空乾燥し、機械で荒削り後、職人が30分程度手仕上げする方法でバット製作を手掛けていた。
木製バットの場合、バットの含水率は7 - 10%程度が理想と言われている。日本のように夏季の湿度が高い環境では、バットを裸のまま放置すると空気中の水分を吸い込んでしまい、含水率が理想の状態よりも高い値（最大で12 - 13%程度）になってしまう。含水率が高くなると当然ながらバットの重量が重くなり選手の感覚を狂わせる上、バットにボールが当たった際の反発力にも影響が出る。一方で冬季にエアコンのそばにバットを放置した場合など、バットが乾燥して逆に含水率が低くなり、事実上使えなくなるほど折れやすくなることもある。これらの要因から、近年プロ野球選手の間では、シリカゲル入りのジュラルミンケースにバットを入れて持ち運ぶことでバットの含水率を一定に保つことが一般的となっている。
日本国内産の木製バットの半数は富山県南砺市福光地域で作られており、日本一の産地となった理由としては、冬場の湿度が高くバットの製造に適していたことや、原材料の主産地の北海道・九州と、販売先の中心であった大阪・東京の中間地であったことが挙げられている。なお、当地には、往年のプロ野球選手の約500本のバットが展示されている「南砺バットミュージアム」がある。

#### 圧縮バット
1950年代に石井順一は最もバットに適しているとされたトネリコの資源枯渇にともなって、代わる材料として木目が剥がれやすく耐久性に難があるものの軽さやしなりに優れるヤチダモに着目し、表面を樹脂加工することでヤチダモの欠点を補った圧縮バットを開発する。これを使用した王貞治の活躍の影響もあって1970年代半ばにはNPBに広く浸透し、一部メジャーリーガーにも愛用されていた。しかし、後発のメーカーが反発力の強化に主眼をおいた製品を開発していたこともあり、1970年代後半から問題視された「飛ぶボール」への対応のあおりを受ける形で1981年シーズンからNPBでの使用が禁止された。
プロでの使用が禁止されてからもアマチュアの試合では使用可能なケースがあり、オリンピックの野球競技でも認められていたことから、日本代表に初めてプロを派遣した2004年のアテネ大会では選手たちに使用の有無が委ねられその動向が注目された。

#### バット材料の不足
2000年代以降、ホワイトアッシュなど、アオダモ以外の材質バットが日本プロ野球でも一般的に使用されているが、これはアオダモの不足が一因となっており、計画的な植林・伐採がされてこなかったため、バット材料として使用されてきた樹齢80年以上の原料木材確保が困難となり、プロ野球選手でも使用を断念せざるを得ない状況となっている。
そのため、豊田泰光ら野球関係者が行政やバット生産関係者と「アオダモ資源育成の会」を立ち上げ積極的な植樹活動を行っている。また、折れたバットを箸や靴べらなどの別の品物を作る材料に用いるリサイクル活動も展開されており、日本プロ野球で試合中に折れたバットは、職人の手により5 - 6本の箸に再生され、「かっとばし!!」の商品名で販売されている。
日本野球機構では、日本シリーズやオールスターゲームなどの特別試合の試合前に、選手によるアオダモの記念植樹など、植樹活動も行っている。
2010年代以降、日本のプロ野球ではハードメイプルを用いたバットが主流となっている。これはホワイトアッシュよりもメイプルの方がバットとしての歩留まりが高いこと、またメイプルのほうがバットとしての耐久性が高いことが原因で、一説にはホワイトアッシュの2倍程度の耐久性があるとされる。

### 金属バット
アルミニウムに銅と亜鉛を加えた合金などの金属パイプを成形・焼入れして作られる中空のバットである。一般には、木製バットと比べ、ジャストミートできる「芯」が広く、強い打球を打てるとされる。耐久性も木製バットを上回るため、予算の乏しいアマチュアで使用が認められることがある。アメリカでは事故防止などのために、リトルリーグから高校野球、大学野球までにおいて、反発係数を木製バットと同等程度に制限している。
金属バットは、芝浦工業大学学長も務めた大本修（平成24年度野球殿堂入り）が、1960年代に米国メーカーよりも先に考案したと言われている。大本は通商産業省による金属バットの安全基準作りにも関わった。金属バットで硬球を長期間打ち続けると、打球音の影響で聴力が低下することが指摘されている。練習場周辺に対する騒音の問題もあり、日本の高校野球では1991年以降バット内部に音響放射を低減させる作用を持つ防音・防振材が貼り付け又は充填されるようになった。

### その他
接合バットは竹の合板を軸として打球部分にメイプルなどの木材を貼り合わせている。ラミバットとよばれる。
竹バットや接合バットは、金属バットより「芯」が狭い、「芯」を外した時には衝撃がくる、1本の木材から作られたものより丈夫であり安価である、ということからアマチュア野球の練習用バットとして使われている。特に2000年代以降はモウソウチク製バットの流通量が増加しており、バット材として使用できるようになるまでの生育年数が短い（モウソウチクの場合5～10年。メイプルは約40～50年、アオダモは約70～80年）という利点もあることから、アマチュアに広く普及するに至っている。
この他ノックバットには古くからホオノキが使われることが多く、現在も一定量が流通している。
ミズノなどから軟式野球用に外側がゴム（エーテル系発泡ポリウレタン）のものも販売されている。これらは軟式ボールの変形をおさえ、反発係数を高めることで飛距離を増すというものである。

## バットの種類

### 試合用
硬式球を打つための硬式用バットと、軟式球を打つための軟式バットがある。打者のタイプによって重心の位置が異なっており、長打を狙う選手はグリップが細く、ヘッドが太い先端に重心があるバット（トップバランス）、短打を確実に狙う選手にはグリップが太く、ヘッドが細いバット（カウンターバランス）が好まれる。プロ野球選手の場合には特注されることが多く、実際に使われているものに似せたバットが、その選手名を冠して「○○モデル」として市販されている。

### 練習用
練習用として、投手の投球を打つことを目的としないバットがある。ノックの打球を確実に打つため、細く軽量に作られたノックバット、スイングの矯正などに用いられる長尺バットなどがある。筋力を付けるために重く作られたバットをマスコットバットと呼ぶ。また、素振りの際に鉄製のリングをバットに取り付け、錘としてボールを打つ時の感触に近づけることがある。
また、高校野球では通常試合用には金属バットを使用するが、強豪校を中心に打撃練習用として竹の接合バットが使われることがある。これは、芯が狭く外した際の衝撃が大きい性質がボールを芯でとらえる練習に適していることと、木製バットよりも耐久性が高く安価であることによるものである。

### サイン用（サインバット）
サインバットはもっぱらサインを記念として残す目的で製作されているバットである。

## 公認野球規則
公認野球規則3.02にバットについての規則がある。公認野球規則をもとにプロ野球、社会人野球、高校野球、軟式野球についてバットの基準が定められている。このほか各大会で使用できるバットの材質、色、形状などがそれぞれ規定されている場合もある。いずれも異常な打球が飛ぶような細工などの不正行為を防ぐため、細かな規定がある。

### 形状
- バットはなめらかな円い棒である（公認野球規則3.02(a)）。
- 太さはその最も太い部分の直径が2.61インチ (6.6cm) 以下であることを必要とする（公認野球規則3.02(a)）。
- 長さは42インチ (106.7cm) 以下であることを必要とする（公認野球規則3.02(a)）。
- 先端をえぐったカップバットについては、くぼみは深さ11⁄4インチ (3.2cm) 以内、直径1インチ以上2インチ (5.1cm) 以内としなければならない（公認野球規則3.02(b)）。また、くぼみの断面は、椀状にカーブしていなければならず、直角にえぐったり、異物を付着させてはならない（公認野球規則3.02(b)）。
- バットの握りの部分（端から18インチ (45.7cm)）には、何らかの物質を付着させたり、ザラザラにすることで握りやすくすることは許される（公認野球規則3.02(c)）。ただし、18インチの制限を超えて細工したバットを試合に使用することはできない（公認野球規則3.02(c)）。

### 材質
1本の木材で作られるべきである（公認野球規則3.02(a)）。
日本のアマチュア野球では、各連盟が公認すれば、金属製バット、接合バット（木片の接合バットおよび竹の接合バットで、バット内部を加工したものを除く）の使用を認めることになっている（公認野球規則3.02(a)【注2】）。認められる範囲は高校野球と社会人野球で異なる（後述）。

### 色
プロ野球では規則委員会の認可がない限り着色バットは使用できない。ただし、日本プロ野球では着色バットの色について別に定める規定に従うこととしている（公認野球規則3.02(d)【注1】）。2002年から着色バットが認められたが、2005年からは国際規格に合わせて淡黄色が禁止され、自然色と合わせて、こげ茶、赤褐色、黒の3色が認められている。2011年からは、着色する場合でも木目の確認しやすい程度の色の濃さにすることが定められた。

## 各団体における規則

### 日本のプロ野球
日本プロ野球では、金属製バット、木片の接合バットおよび竹の接合バットは、コミッショナーの許可があるまで使用できない（公認野球規則3.02(a)【注1】）。ジュン石井社が1950年代後半に、いずれ上質な木材が大量供給できなくなる可能性を考えて、木目を樹脂で固めた圧縮バットを作成した。やがて各社の開発競争によりその反発力が高められ打者が有利になりすぎているのではないかと指摘されるようになり、1981年のシーズンより下田武三コミッショナーによって圧縮バットの使用は禁止された。

### 日本の高校野球
日本の高校野球では、上記の通り木製バット、木片の接合バット、竹の接合バット、金属製バットの使用が認められているが、現在では、芯が木製バットよりも広いために使いやすく、木製バットより折れにくいために経済的であることから金属製バットの使用がほとんどである。バットの色は木目色、金属の地金の色、黒色のみとされ、それ以外の着色バットは認められていない。
1973年に来日したハワイ選抜チームが金属製バットを使用していた事が切っ掛けで経済的に評価された。翌1974年の春季都道府県大会から金属製バットの使用が許可され、全国大会では1974年の選手権大会から使用が認められた。とはいえ、金属製バットはすぐに広まったわけではない。当初は、甲子園でも5分の3くらいの選手しか使用していなかった。金属製バットが一気に広まるのは、1982年に蔦文也監督が率いた徳島県立池田高校が金属バットの特性を生かして甲子園を席巻してからである。また金属製バットは甲高い打球音が球審や捕手の難聴の原因になるとされ、1991年には打球音を抑えた消音バットが採用され、移行期間を経て1993年からは消音バットのみが許可された。その後は更に過度な軽量化がなされた結果、バット自体の破損や強すぎる打球により、プレーへの安全性が懸念されたため、1999年に金属製バットの基準が「バットの最大径67ミリ未満、重量900グラム以上、傾斜率」に変更される。移行期間を経て2001年の秋季大会より900グラム以下のバットは使用禁止となる。2022年、2019年に打球が顔面に当たった投手が頬骨を骨折した事等が切っ掛けになり再度、バットの基準変更が検討され、「最大直径は67ミリ未満から64ミリ未満と細く、打球部の厚みは約3ミリから約4ミリ以上と厚く、反発性能を抑制し重量は900グラム以上」となった。この規定の適用は第96回センバツ大会と各都道府県大会からで、2年間の移行期間を経て新基準のバットに完全移行する予定である。

### 日本の社会人野球
社会人野球では、2005年シーズンからはすべての大会で木製バットの使用が義務付けられ、接合バット、樹脂加工バット、着色バット（ダークブラウン、赤褐色、淡黄色で、木目が目視できるもの）の使用が認められている。
かつても木製バットが使用されていたが、野球の国際的な普及を目的に、国際大会で金属バットが導入されたことから1979年シーズンから金属バットの使用が認められていた。しかし、オリンピックにおけるプロ参加が解禁されるようになり、国際大会でも木製バットが使用されるようになると、2002年シーズンからは木製バットを使用している。ただし、バットの折損からくる負担を考慮し、全日本クラブ野球選手権大会とその予選、クラブチームのみ参加する大会では、引き続き金属製バットの使用が認められていた。

## トピック

### 色
- 川上哲治は赤く着色した赤バットを使用し、それに対抗して大下弘は青バットを使用。両者の代名詞となった[注釈 5]。しかし、バックスクリーンに反射しやすい、塗料が粗悪でボールに付いてしまうなどという理由で後にカラーバットの使用が全面的に禁止された[23]。上記の通り、黒は現在は認められているが、赤や青のカラーバットは規則上使用できない[注釈 6]。
- 他に機能上の特性に関しては、イチローが打撃後に欠けた部位を発見しやすくするために黒塗りバットを導入している[注釈 3]。
- 新庄剛志は、2005年のオールスターゲーム第2戦で金色に着色されたバットを持って打席に立った[24]。また、2006年のオールスターゲーム第1戦では虹色のバットを使用した[25]。いずれも公式戦では違反になるものであるが、球審が木製のバットであることを確認し使用が認められた。
- メジャーリーグでは、ピンクリボン・キャンペーン（乳癌撲滅運動）へ協賛するイベントとして、運動に賛同する選手が母の日の開催ゲームにおいて、ピンク色のバット（en:Pink bat）を使用している。NPBにおいても、2021年以降母の日である5月第2日曜日の試合にてピンク色のバットやスパイクシューズなどの野球道具を一日限りの使用が認められている[26]。父の日においては水色のバットを使用する選手もいるが、日本ではバットは練習時のみ認められている。

### 形状
- 藤村富美男は、当時のプロ野球で一般的だった35インチ程度のものよりさらに数インチ長い「物干し竿」とあだ名されるバットを使用し、赤バットの川上、青バットの大下と共に「物干し竿の藤村」として代名詞となった。
- ヘッドの部分やグリップエンドの部分を極端に大きくしたバットを使用することがある。前述のカウンターバランスバットの一種であり、かつてメジャーでタイ・カッブ（タイ・カップ）が使用したことからタイカップ式バットと呼ばれる。中でもヘッドが太く重い形状のバットはすりこぎバット・ツチノコバット、グリップエンドがタイカップ式以上に大きなバットはこけしバットなどと呼ばれている。日本での先駆者は武上四郎であり、武上型のすりこぎバットで若松勉、藤原満、福本豊が好成績を収めたことで[27][28]、その後大石大二郎、山崎賢一、正田耕三、土橋勝征、久慈照嘉、小坂誠、森谷昭仁らに広まっている。使用法は若松・福本・土橋らのように強撃するタイプと、藤原・正田らのように確実に短打を狙うタイプとに分かれる。
- 2025年3月29日に行われたヤンキース対ブルワーズ戦（ヤンキー・スタジアム）で、ヤンキースのジャズ・チザム、アンソニー・ボルピーおよびコディ・ベリンジャーがレーベルとバレルが太く、エンドに向かって細くなる魚雷型バット（トルピードバット、torpedo bat）を導入。このバットを起用した全選手が同試合で本塁打を記録した。元マサチューセッツ工科大学の物理学者であり、2024年までヤンキースでアナリストを務めていたアーロン・リーンハートが開発した[29]。この3選手はバットのレーベルで打撃する傾向があったことからこの部分を太くし、この部分をバットのスイートスポットとする調整を行ったという[30]。2025年4月11日に行われたプロ野球規則委員会で、NPBでの使用が容認された[29]。NPB公式戦での初使用者は2025年4月18日の源田壮亮であった[31]。なお、日本では魚雷バットの「魚雷」は戦争用語であり報道の言葉として正しいのかとして、日本新聞協会に加盟する新聞社や通信社、放送局の用語担当者らにより議論が行われた[32]。

### 材質
- メジャーリーグベースボールでは、公式戦で使用するバットは無垢材の木でなければならない（日本プロ野球の公認野球規則と同様）。しかし内部をくり抜いてコルクやスーパーボールなどの異物を詰めたバットを使用するという不正行為（コルクバット）が存在し、発覚して安打が取り消されたり出場停止処分を科されたりした事例が複数ある。
- メジャーリーグのパインタール事件では、滑り止めの松ヤニ（パインタール）が過剰に付着したバットの使用をコルクバットと同様の不正行為と見なすべきか否かが争点となった。
- 大下弘は1948年に公認野球規則で禁止されている竹製のバットを密かに使用して猛打賞を記録したものの、試合後に自ら記者に明かしてしまった。このため、後日連盟から制裁金を科せられた。
- アオダモでできた木製バットはリサイクル可能であり、割り箸やスプーンの柄などに使うことで余すことなく再利用できるとされる[33]。

### 重量
- 門田博光は「速い球を重いバットで打てれば、遅い球にも対応出来る」という考えの持ち主であり、1kgもある重いバットを持って打席に入っていた。

### その他
- ダリル・スペンサーは、阪急ブレーブス時代の1965年10月3日、敬遠（故意四球）策を採ってきた南海ホークスバッテリーに対して抗議の意を表すため、バットを逆さまに持って打席に入った[34][35]。
- 読売ジャイアンツ（巨人）の長嶋茂雄は、1968年5月11日、敬遠策を採ってきた中日ドラゴンズバッテリーに対して抗議の意を表すため、バットを持たずに打席に入った（打撃を行うことは当然できないが、規則上は問題ない）。なお、投手の山中巽はプレーを続行し、故意四球を与えた。
- 大杉勝男は、引退試合の最終打席で王貞治からもらったサイン入りのバットを持って打席に入ろうとしたところ、規則上の問題により、球審にそれを拒否された。

## 野球以外
スポーツでは野球から派生した競技や野球のようにボールを打ち返す用途として「バット」と呼ばれる用具が使われることがあるが、ラケットやクラブなどバットと呼ばれない場合もある。
- 野球から派生した球技であるソフトボールでもバットが使われる（形状は野球用とほぼ同じで、練習や非公式の大会では代用可能である。ただし、公式競技ではソフトボール専用の物が使われる[要出典]）。
- クリケットではクリケットバットと呼ばれる棒状の道具がボールを打ち返す同様の目的で使われるが、野球用とは形状が著しく異なる。バットを扱う状態の選手のことを「バッター」や「打者」と呼ぶ。以前は男子バッターをバッツマン、女子バッターをバッツウーマンと呼んでいたが、国際クリケット評議会やクリケットの競技規則を管理するメリルボーン・クリケット・クラブは、ジェンダー平等の観点によって、性別を問わず公式にバッターと呼ぶことに変更した[36][37]。
- 日本では、初期のローンテニスにおけるラケットのことを、バットとも呼んでいたといわれる[38]。
- 『テニスバット』という高齢者スポーツでは、卓球のラケットを大きくしたバットと言う器具を使う[39]。
- 卓球のラケットは英語でバットとも呼ばれる[40]。